# Xifengkou
 (avril 2025).
Si vous disposez d'ouvrages ou d'articles de référence ou si vous connaissez des sites web de qualité traitant du thème abordé ici, merci de compléter l'article en donnant les références utiles à sa vérifiabilité et en les liant à la section « Notes et références ».
Xifengkou (aussi Xifeng Kou, en chinois : 喜峰口, en pinyin : Xǐfēngkǒu, littéralement : passe du Sommet du bonheur) est une forteresse de passage de la Grande Muraille située dans la ville-district de Zunhua, dans la province du Hebei.
Xifengkou est l'une des trente-deux principales forteresses de passage construites par le général Xu Da pendant la dynastie des Ming.